# Stettiner Ware
Stettiner Ware ist Töpferware, die vom 18. bis zum 20. Jahrhundert in Pommern hergestellt und insbesondere über Stettin gehandelt wurde. Andere Namen für diesen Keramikstil sind Pommersche Ware, Stettiner Zeug, Stettiner Gut und Stettiner gods. 
Die Töpferware kann als gehobene Art volkstümlichen Geschirrs eingeordnet werden. Das Geschirr – Teller, Krüge und Schüsseln – hatte auf der Innenseite eine zumeist weiße oder grauweiße Zinnglasur. Die Unterseite blieb unglasiert. Zur Ausmalung wurden Motive aus dem Pflanzenreich, Tierdarstellungen und Gebäude herangezogen, nur selten wurden Menschen abgebildet. Die Ware wurde nur einmal gebrannt. 
Die Hersteller dieser Töpferware waren über ganz Pommern verteilt. So führt Ludwig Wilhelm Brüggemann in seiner Ausführlichen Beschreibung des gegenwärtigen Zustandes des Königlich Preußischen Herzogtums Vor- und Hinterpommern (1779/1784) mehr als 50 Töpferwerkstätten in Altvorpommern und Hinterpommern auf. Hinzu kommen zu seiner Zeit noch die Töpferwerkstätten in Schwedisch-Pommern, unter anderem in Stralsund und in Bergen auf Rügen. Die Ware wurde auf Jahrmärkten und Töpfermärkten insbesondere in Stettin gehandelt und auch über die Ostsee nach Dänemark und Schweden exportiert.
Bereits in der Mitte des 18. Jahrhunderts fand die Stettiner Ware Konkurrenz durch ausländische Ware, insbesondere aus England, wie auch durch hochwertigere Erzeugnisse der einheimischen Fayencemanufakturen, beispielsweise der 1755 gegründeten Stralsunder Fayencenmanufaktur. Im 19. Jahrhundert wurde die Stettiner Ware noch von der ärmeren Bevölkerung gekauft. Zuletzt wurden in den 1930er Jahren nur noch einzelne Stücke für Liebhaber angefertigt. Zu den letzten Produktionsstandorten zählte neben Stettin auch Stolp. 
Heute wird Stettiner Ware in Museen ausgestellt, unter anderem im Pommerschen Landesmuseum. In Kiel wurde 1990/91 durch die Stiftung Pommern eine Ausstellung „Stettiner Keramik und Stralsunder Fayencen“ gezeigt. 